# Sido
Sido, pseudonimo di Paul Würdig (Berlino Est, 30 novembre 1980), è un rapper tedesco che ebbe grandissimo successo grazie alla Label indipendente Aggro Berlin.
Il nome d'arte del cantante significa Super-intelligentes drogenopfer (Vittima super-intelligente della droga), anche se all'inizio era stato pensato come acronimo di 
Scheisse in deinem Ohr (Me**a nel tuo orecchio), come si deduce dal testo dal brano Terroarr!.
Sido, che ha indossato in molti videoclip, concerti e interviste una maschera da teschio cromata (dal 2001 al 2008), con le sue canzoni vuole raccontare senza censure il lato oscuro della Germania dei nostri giorni: elevata criminalità minorile, droga, violenza, vita di periferia... ricalcando per molti aspetti lo stile e la subcultura rap e gangsta rap statunitense.
È criticato per il linguaggio scurrile, l'esaltazione del denaro e della pornografia e per i videoclip che mostrano sequenze quasi pornografiche.

## Carriera
Sido inizia a fare musica nel 1997. Insieme a B-Tight e adottando come nome Royal TS, pubblicano alcune tracce e album per l'etichetta underground berlinese Royal Bunker. Il nome della rap band derivava da Royal (Royal Bunker) e TS (Tight/Sido). Ad un concerto dei Royal Bunker e vennero scoperti da Specter, uno dei futuri Chef della famosa Label indipendente Aggro Berlin. Nel 2001 fondarono Specter, Spaiche e Halil la Label Aggro Berlin e presero i due rapper sotto contratto. Sido e B-Tight fondarono insieme a Rhymin Simon e Vokalmatador anche la rap Crew Die Sekte, che oggi include alcuni rapper famosi come Alpa Gun e Tony D. Dal 2003 Sido e B-Tight pubblicano col nome A.i.d.S. . All'inizio del 2007 Sido fonda insieme a B-Tight anche l'etichetta Sektenmuzik.
Il 15 agosto del 2011 viene annunciato in un sito internet Hip Hop tedesco che Sido e Bushido pubblicheranno il 14 ottobre 2011 un Collabo album. Da molti fans già viene visto come l'album del´anno.

## Carriera da solista
La carriera da solista inizia nel 2003 con la Weihnachtssong (canzone di Natale) e la Arschficksong (canzone del rapporto anale); entrambe furono accusate di misoginia. Il primo album da solista è Maske, in italiano "maschera" (aprile 2004), da cui sono estratti i singoli Mein Block, che descrive il condominio degradato in cui vive il rapper, con prostitute, tossicodipendenti, disoccupati etc., e Fuffies Im Club, che entrano nella top ten così come l'album (180 000 copie vendute e disco d´oro). Il brano Arschficksong (con un video leggermente censurato) diviene un singolo e Sido ne piazza così tre contemporaneamente in classifica. Il terzo singolo estratto dall'album è Mama ist stolz (Mamma è orgogliosa), un ringraziamento pubblico alla madre che lo ha sempre supportato.
Dopo l'album Maske, pubblica nel 2005 un album con il rapper Harris, del duo hip hop berlinese "Spezializtz", in cui la coppia si fa chiamare "Deine Lieblings Rapper" (i tuoi rapper preferiti) e diversi featuring. 
La coppia Sido e Harris pubblica anche l'album Dein Lieblings Album che vende 85 000 copie; da questo viene estratto il singolo Steh Wieder Auf (Rialzati di nuovo), nel cui video Sido e Harris si fanno crocifiggere; a questo proposito Sido dichiarò in un'intervista di sentirsi un Gesù della scena hip hop tedesca.
Alla fine del 2006 esce il secondo album da solista Ich (Io) che è stato venduto appena due giorni dopo la pubblicazione 100.000 volte e ha anche vinto un disco d'oro. Poco tempo dopo, il 20 aprile 2007, esce un altro disco: Eine Hand wäscht die Andere (Una mano lava l'altra), in cui sono raccolte diverse collaborazioni con altri rapper.
A maggio 2008 uscì un nuovo album dal titolo Ich und meine Maske (io e la mia maschera), del quale si intravide un successo con i singoli Augen auf / Halt dein Maul e Carmen; Sido si prepara al terzo successo della sua carriera.

### Il successo commerciale
Nel corso della carriera, Sido è passato dall'underground al mainstream, acquisendo fan più giovani ma ricevendo anche accuse di "commercializzazione". La sua esibizione con Harris al festival hip-hop/reggae "Splash! 2005" fu accorciata perché i due vennero contestati dal pubblico e subirono il lancio di oggetti e cibo.
Dal Bundesvision Song Contests del febbraio 2005, Sido è sempre più presente in televisione, soprattutto partecipando a "Tv total" e al "Wok-WM" di Stefan Raab. Presenta anche, insieme a Johanna Klum e Collien Fernandes, l'edizione 2007 dei premi musicali Comet a Colonia e una puntata di Urban TRL insieme a B-Tight.
Il 15 novembre 2006 Sido pubblica la sua biografia dal titolo Ich will mein Lied zurück (voglio indietro la mia canzone).

## Discografia
- 2004: Maske
- 2006: Ich
- 2008: Ich und meine Maske
- 2009: Aggro Berlin
- 2011: 23(Con Bushido)

## Premi e riconoscimenti
Comet:
- 2004: nella categoria „Newcomer National“
- 2009: nella categoria „Miglior canzone“ (Beweg dein Arsch) ---> (Singolo)
- 2010: nella categoria „Miglior canzone“ (Hey du!) ---> (Singolo)
- 2011: nella categoria „Miglior Artista“

Echo:
- 2010: nella categoria „Miglior Video“ (Hey du!) ---> (Singolo)
- 2012: nella categoria „Miglior Video“ (So mach ich es) ---> (Singolo)

BRAVO Otto:
- 2004: Oro nella categoria „Rapper National“
- 2006: Argento nella categoria „Miglior Rapper National“
- 2007: Argento nella categoria „Miglior Rapper National“

Juice-Awards:
- 2006: 1º posto nella categoria „Album National“ (Ich) ---> (Album)

Tape d´oro:
- 2007: 15 volte al primo posto col video „Straßenjunge“ nella MTV-Show TRL ---> (Singolo)

Swiss Music Award:
- 2009: nella categoria „Best Album Urban International“ (Ich und meine Maske) ---> (Album)

Europe Music Award:
- 2010: nella categoria „Best German Act“

Disco d´oro in Germania:
- 2005: Maske ---> (Album)
- 2006: Ich ---> (Album)
- 2008: Ich und meine Maske ---> (Album)
- 2011: 23 ---> (Album)

Disco d´oro in Austria:
- 2008: Ich und meine Maske ---> (Album)
- 2011: 23 ---> (Album)

Disco d´oro nella Svizzera:
- 2008: Ich und meine Maske ---> (Album)

Disco di platino in Germania:
- 2009: Ich und meine Maske ---> (Album)

Disco di platino nella Svizzera:
- 2009: Ich und meine Maske ---> (Album)